# ویتالی تولنف
ویتالی ایوانوویچ تولنف (به روسی: Вита́лий Ива́нович Тюле́нев) در سال ۱۹۳۷ در شهر لنینگراد متولد شد.وی نقاش آثار آبرنگ،هنرمند گرافیک،معلم هنر و هنرمند افتخاری فدراسیون روسیه بود.تولنف بیشتر عمر خود را در شهر سنت پترزبورگ گذرانید.وی در سال ۱۹۹۸ درگذشت.